# Lista de singles número um na Billboard Hot 100 em 2002

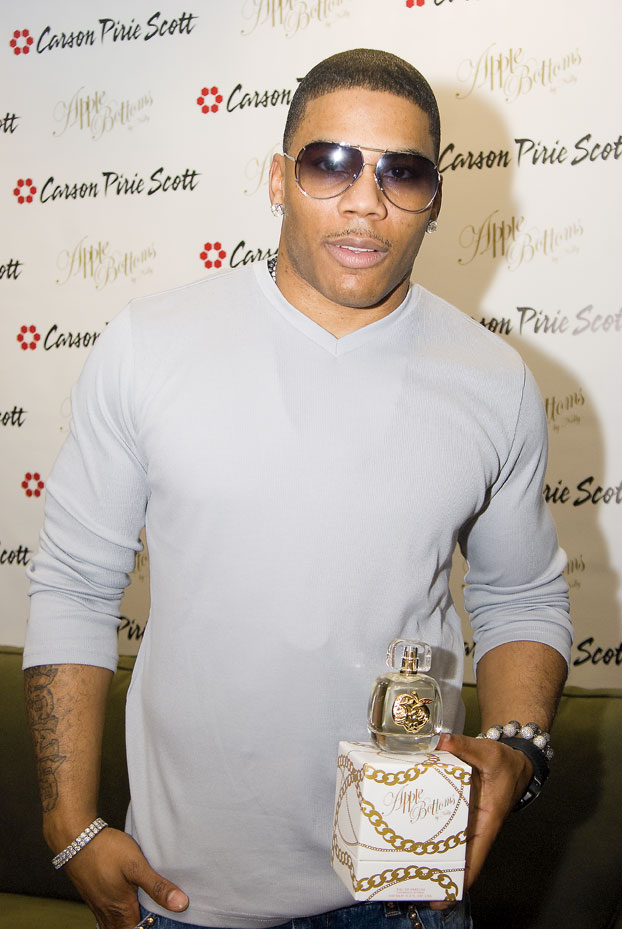
O cantor Nelly posicionou dois singles no número um: "Hot in Herre" e "Dilemma", que se substituíram na posição de pico, fazendo dele o quinto artista de sempre a conseguir tal feito. Com dezassete semanas, foi ainda o artista que por mais tempo ocupou a primeira posição.

A seguir se apresenta a lista dos singles que alcançaram o número um da Billboard Hot 100 em 2002. A tabela musical classifica o desempenho de singles nos Estados Unidos. Publicada pela revista Billboard, os dados eram recolhidos pela Nielsen SoundScan, com base em cada venda semanal física e digital, e ainda popularidade da canção nas rádios. Em 2002, nove canções alcançaram o primeiro posto da tabela, todavia, "How You Remind Me" da banda Nickelback iniciou a sua corrida no topo no ano anterior e foi, portanto, excluída. Não obstante, foi o tema com o melhor desempenho do ano.
Em 2002, cinco artistas conseguiram posicionar um single no número um dos EUA pela primeira vez, quer como artista principal ou convidado. A cantora Ashanti foi a primeira a alcançar esse feito com "Always on Time", com participação do rapper Ja Rule. Mais tarde, conseguiu o primeiro número um como artista principal com "Foolish". A cantora Kelly Rowland, então membro do grupo feminino Destiny's Child, conseguiu posicionar o seu primeiro single no número um como uma artista a solo com "Dilemma", na qual é artista convidada e canta com Nelly, cuja canção "Hot in Herre" foi a sua primeira a alcançar o topo da tabela musical. Quando o primeira tema substituiu o segundo no topo na semana de 17 de Agosto, Nelly tornou-se no quinto artista de sempre a conseguir tal feito. A ascensão de "Lose Yourself" para o número um concedeu ao rapper Eminem o seu primeiro número um. "A Moment Like This" marcou a primeira vez que Kelly Clarkson conseguia posicionar uma canção no topo da Hot 100. Clarkson e Ashanti foram as únicas artistas a liderar a tabela com um single de estreia. Ademais, Ja Rule, Nelly e Ashanti posicionaram dois singles no topo da tabela.
A maioria dos singles que alcançou a posição máxima da tabela permaneceu na mesma por um tempo longo. "Lose Yourself" foi o single com duração mais longa no topo: 12 semanas consecutivas, das quais quatro foram em 2003. Ambas "Foolish" e "Dilemma" ocuparam o número um por 10 semanas, contudo, as da última não foram consecutivas. "Ain't It Funny", de Jennifer Lopez com participação de Ja Rule, posicionou-se no topo por sete semanas.
Embora tenha iniciado a sua corrida no topo em 2011, "How You Remind Me", da banda de rock Nickelback, foi o single com melhor desempenho de 2002. "Lose Yourself", da trilha sonora do filme 8 Mile (2002), tornou-se na segunda canção de banda sonora mais bem sucedida da era do rock, perdendo apenas para "I Will Always Love You" de Whitney Houston. "Lose Yourself" é também a canção com o tempo de permanência mais longo no topo que venceu um prémio da Academia desde "White Christmas", do actor e cantor Bing Crosby, que ocupou o topo por quatorze semanas em 1940. Ao saltar da posição 52 para a primeira, "A Moment Like This" quebrou o recorde de maior salto para o primeiro posto, estabelecido por "Can't Buy Me Love" dos The Beatles, que saltou do número 27 para o um em 1964. Este recorde foi mais tarde quebrado novamente por Clarkson em 2009.

## Histórico

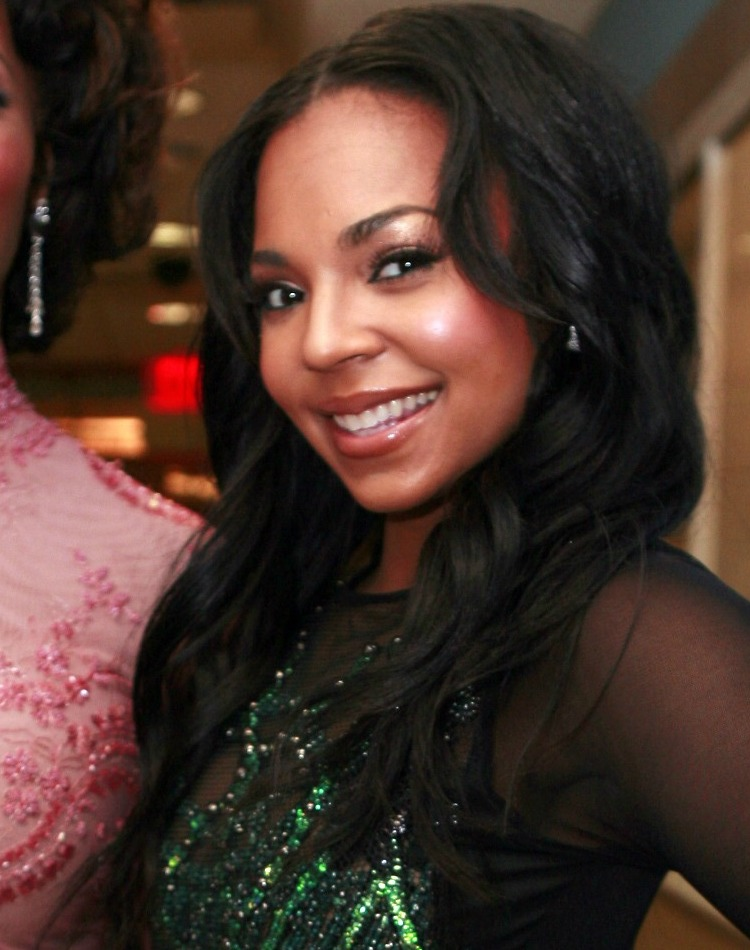
Ashanti posicionou dois singles no topo da tabela: "Always on Time" e "Foolish", totalizando assim doze semanas no número um.

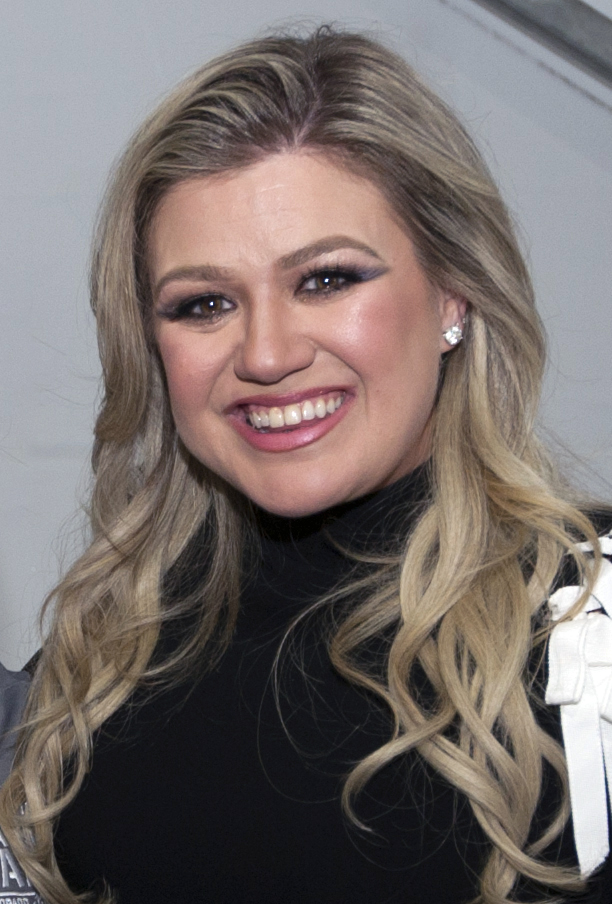
Ao saltar do número 52 para o um, "A Moment Like This", seu single de estreia, Kelly Clarkson quebrou um recorde estabelecido 38 anos antes.

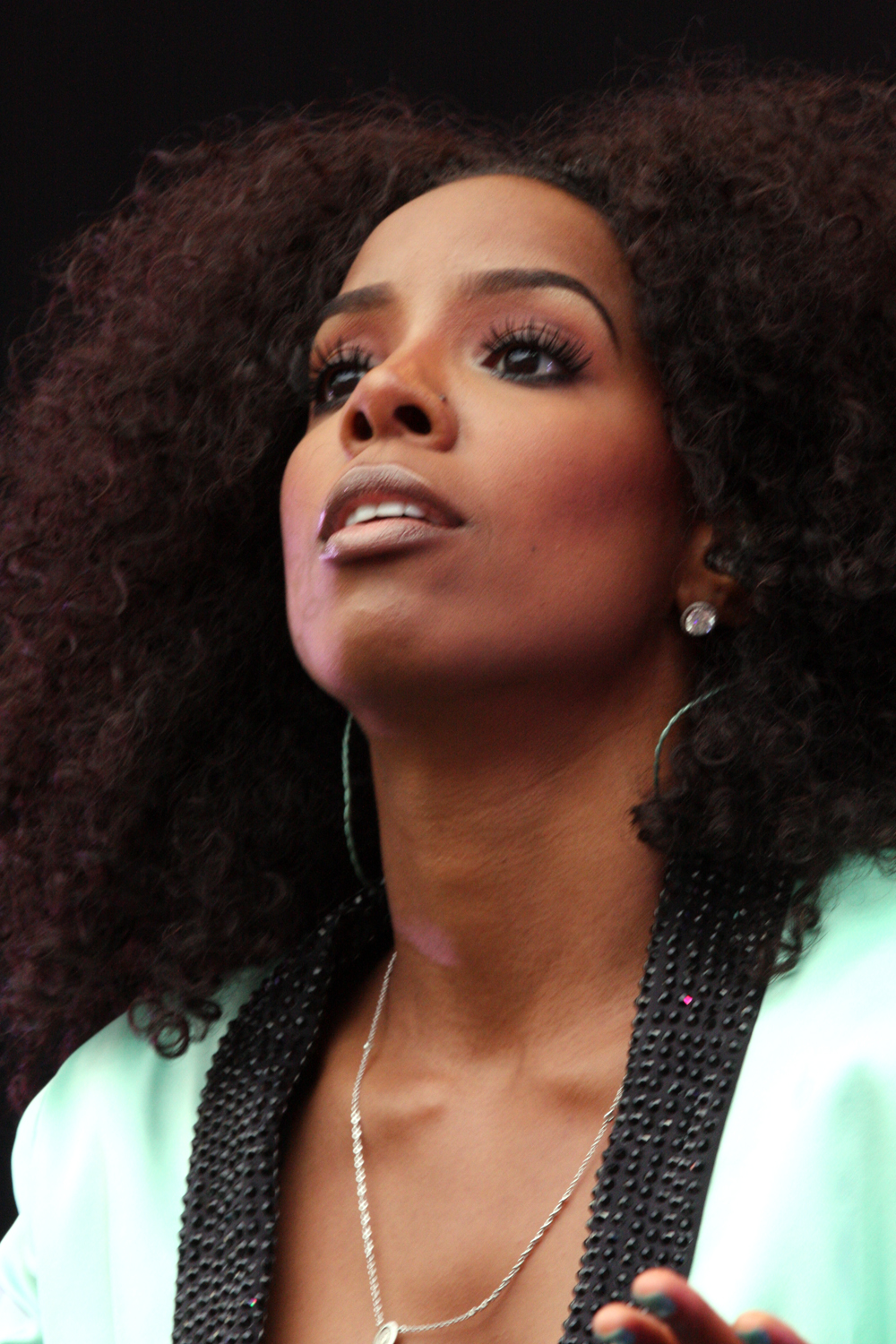
Com "Dilemma", Kelly Rowland conseguiu o seu primeiro número um como uma artista a solo.

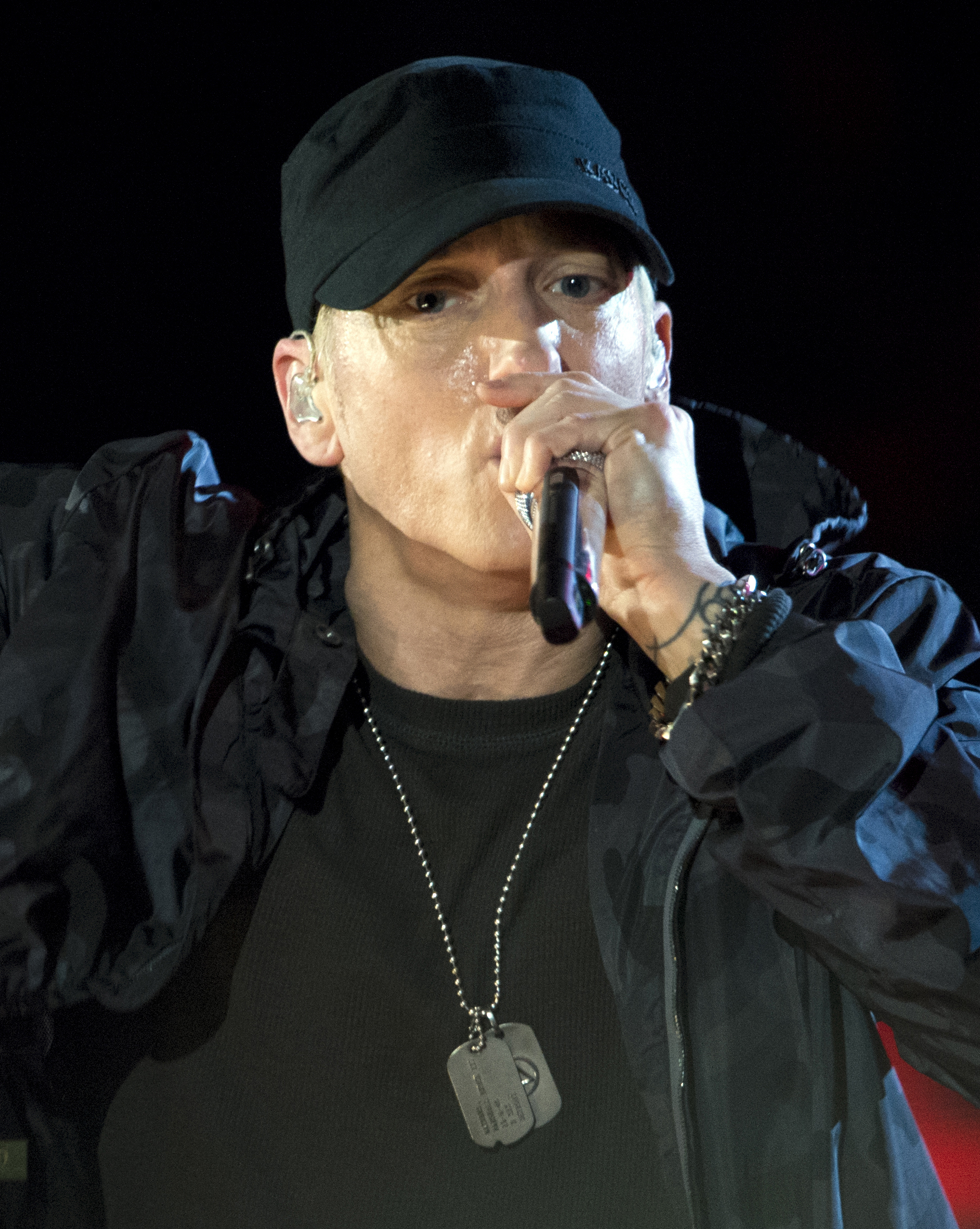
"Lose Yourself" foi a primeira música de Eminem a alcançar a liderança no gráfico, posição a qual permaneceu por oito semanas consecutivas apenas em 2002.

|  | Denota o single com o melhor desempenho do ano. |

| Data            | Canção               | Artista(s)                                 | Ref.   |
| --------------- | -------------------- | ------------------------------------------ | ------ |
| 5 de Janeiro    | "How You Remind Me"  | Nickelback                                 | [ 13 ] |
| 12 de Janeiro   | "How You Remind Me"  | Nickelback                                 | [ 14 ] |
| 19 de Janeiro   | "U Got It Bad"       | Usher                                      | [ 15 ] |
| 26 de Janeiro   | "U Got It Bad"       | Usher                                      | [ 16 ] |
| 2 de Fevereiro  | "U Got It Bad"       | Usher                                      | [ 17 ] |
| 9 de Fevereiro  | "U Got It Bad"       | Usher                                      | [ 18 ] |
| 16 de Fevereiro | "U Got It Bad"       | Usher                                      | [ 19 ] |
| 23 de Fevereiro | "Always on Time"     | Ja Rule com participação de Ashanti        | [ 20 ] |
| 2 de Março      | "Always on Time"     | Ja Rule com participação de Ashanti        | [ 21 ] |
| 9 de Março      | "Ain't It Funny"     | Jennifer Lopez com participação de Ja Rule | [ 22 ] |
| 16 de Março     | "Ain't It Funny"     | Jennifer Lopez com participação de Ja Rule | [ 23 ] |
| 23 de Março     | "Ain't It Funny"     | Jennifer Lopez com participação de Ja Rule | [ 24 ] |
| 30 de Março     | "Ain't It Funny"     | Jennifer Lopez com participação de Ja Rule | [ 25 ] |
| 6 de Abril      | "Ain't It Funny"     | Jennifer Lopez com participação de Ja Rule | [ 26 ] |
| 13 de Abril     | "Ain't It Funny"     | Jennifer Lopez com participação de Ja Rule | [ 27 ] |
| 20 de Abril     | "Foolish"            | Ashanti                                    | [ 28 ] |
| 27 de Abril     | "Foolish"            | Ashanti                                    | [ 29 ] |
| 4 de Maio       | "Foolish"            | Ashanti                                    | [ 30 ] |
| 11 de Maio      | "Foolish"            | Ashanti                                    | [ 31 ] |
| 18 de Maio      | "Foolish"            | Ashanti                                    | [ 32 ] |
| 25 de Maio      | "Foolish"            | Ashanti                                    | [ 33 ] |
| 1 de Junho      | "Foolish"            | Ashanti                                    | [ 34 ] |
| 8 de Junho      | "Foolish"            | Ashanti                                    | [ 35 ] |
| 15 de Junho     | "Foolish"            | Ashanti                                    | [ 36 ] |
| 22 de Junho     | "Foolish"            | Ashanti                                    | [ 37 ] |
| 29 de Junho     | "Hot in Herre"       | Nelly                                      | [ 38 ] |
| 6 de Julho      | "Hot in Herre"       | Nelly                                      | [ 39 ] |
| 13 de Julho     | "Hot in Herre"       | Nelly                                      | [ 40 ] |
| 20 de Julho     | "Hot in Herre"       | Nelly                                      | [ 41 ] |
| 27 de Julho     | "Hot in Herre"       | Nelly                                      | [ 42 ] |
| 3 de Agosto     | "Hot in Herre"       | Nelly                                      | [ 43 ] |
| 10 de Agosto    | "Hot in Herre"       | Nelly                                      | [ 44 ] |
| 17 de Agosto    | "Dilemma"            | Nelly com participação de Kelly Rowland    | [ 45 ] |
| 24 de Agosto    | "Dilemma"            | Nelly com participação de Kelly Rowland    | [ 46 ] |
| 31 de Agosto    | "Dilemma"            | Nelly com participação de Kelly Rowland    | [ 47 ] |
| 7 de Setembro   | "Dilemma"            | Nelly com participação de Kelly Rowland    | [ 48 ] |
| 14 de Setembro  | "Dilemma"            | Nelly com participação de Kelly Rowland    | [ 49 ] |
| 21 de Setembro  | "Dilemma"            | Nelly com participação de Kelly Rowland    | [ 50 ] |
| 28 de Setembro  | "Dilemma"            | Nelly com participação de Kelly Rowland    | [ 51 ] |
| 5 de Outubro    | "A Moment Like This" | Kelly Clarkson                             | [ 52 ] |
| 12 de Outubro   | "A Moment Like This" | Kelly Clarkson                             | [ 53 ] |
| 19 de Outubro   | "Dilemma"            | Nelly com participação de Kelly Rowland    | [ 54 ] |
| 26 de Outubro   | "Dilemma"            | Nelly com participação de Kelly Rowland    | [ 55 ] |
| 2 de Novembro   | "Dilemma"            | Nelly com participação de Kelly Rowland    | [ 56 ] |
| 9 de Novembro   | "Lose Yourself"      | Eminem                                     | [ 57 ] |
| 16 de Novembro  | "Lose Yourself"      | Eminem                                     | [ 58 ] |
| 23 de Novembro  | "Lose Yourself"      | Eminem                                     | [ 59 ] |
| 30 de Novembro  | "Lose Yourself"      | Eminem                                     | [ 60 ] |
| 7 de Dezembro   | "Lose Yourself"      | Eminem                                     | [ 61 ] |
| 14 de Dezembro  | "Lose Yourself"      | Eminem                                     | [ 62 ] |
| 21 de Dezembro  | "Lose Yourself"      | Eminem                                     | [ 63 ] |
| 28 de Dezembro  | "Lose Yourself"      | Eminem                                     | [ 64 ] |